# کمیکال برادرز
کمیکال برادرز (به انگلیسی: The Chemical Brothers) یک گروه دونفرهٔ موسیقی الکترونیک بریتانیایی متشکّل از تام رولندز و اد سایمونز است که در شهر منچستر مستقر است. در سال‌های آغازین دههٔ ۱۹۹۰ این گروه در کنار گروه‌ها و هنرمندانی همچون د پرادیجی، فتبوی اسلیم، و د کریستال متود نقش مهمّی در رایج کردن سبک بیگ بیت داشتند.
در سال ۱۹۹۶ کمیکال برادرز موفق شد با تک آهنگِ سِتینگ سان، برای اولین بار به چارت انگلستان دست یابد. اما آن‌ها شهرت جهانی شان را مدیون تک آهنگِ بلُک راکین بیتز در سال ۱۹۹۷ هستند. از دیگر تِرک‌های موفق گروه، تِرک مای الستیک آی است که در سال ۲۰۰۴ در فیلم باترفلای افکت مورد استفاده قرار گرفت. مهم‌ترین اثر آن‌ها اما تِرک گالوانیزه از آلبوم پوش دِ باتن در سال ۲۰۰۵ است.